# Lodewijk de Widt
Lodewijk de Widt ( 's-Hertogenbosch, 21 oktober 1977) is een Nederlands goochelaar.
Hij is gespecialiseerd in close-upgoochelen. Hierbij zit het publiek dicht bij de goochelaar en gebeurt de 'magie' onder hun neus.
In 2001 en 2002 werd De Widt Nederlands kampioen cartomagie (goochelen met kaarten). In 2003 eindigde hij in de top tien bij de wereldkampioenschappen. In de Nederlandse kampioenschappen van 2005 won hij de Grand Prix. In 2006 won De Widt zilver bij de wereldkampioenschappen in Stockholm (FISM 2006).
De Widt treedt onder meer op als tafelgoochelaar en beursgoochelaar.